# Ricardo Hormazábal
Luis Ricardo Hormázabal Sánchez (Santiago, 7 de julio de 1946) es un abogado y político chileno, militante del Partido Demócrata Cristiano, el cual presidió entre 2000 y 2001. Hijo de Luis Hormazábal Hernández y Concepción Sánchez Díaz. Se casó con María Eugenia Gómez Arceu y tiene tres hijas. 
Sus estudios secundarios los realizó en el Liceo Valentín Letelier y Miguel Luis Amunátegui, en Santiago. Luego, ingresó a la Facultad de Derecho de la Universidad de Chile, donde se recibió de abogado y juró como tal, el 29 de diciembre de 1970; la tesis se tituló "Las sociedades financieras". con estudio de posgrado en la Universidad de Bonn.

## Carrera política
Ingresó al Partido Demócrata Cristiano en 1961, a los 14 años de edad; en 1967 fue presidente Nacional de los Estudiantes Secundarios (FESES), y en 1969 asumió como primer vicepresidente de la Juventud DC. En 1971 presidió Juventud DC.
En 1973 fue elegido diputado por la Séptima Agrupación Departamental "Santiago", Primer Distrito, período 1973-1977. Integró la Comisión Permanente de Educación Pública. 
En 1987 postuló a la presidencia del partido, pero no fue elegido.
Regresó al Congreso en 1990 como senador en representación de su partido por la Cuarta Circunscripción Senatorial (Región de Coquimbo), período 1990 a 1998. Integró la Comisión Permanente de Gobierno, Descentralización y Regionalización; la de Economía y Comercio; la de Trabajo y Previsión Social; y la de Medio Ambiente y Bienes Nacionales. Fue senador reemplazante en la Comisión Permanente de Transportes y Telecomunicaciones y en la de Derechos Humanos, Nacionalidad y Ciudadanía. Fue elegido jefe del Comité de Senadores Demócratacristianos, 1993-1994.
Entre 1998 y 2000 fue embajador de Chile en Alemania durante el gobierno de Eduardo Frei Ruiz-Tagle.
En mayo de 2000 asumió como presidente del Partido Demócrata Cristiano, cargo al que renunció el 20 de julio de 2001 debido a las inscripciones erróneas de candidatos a diputados y senadores para las elecciones parlamentarias de ese año, que dejaron al partido al borde de ser excluido de los comicios.
En 2015 y en 2017 compitió nuevamente la presidencia DC, siendo derrotado en ambas oportunidades, primero por Jorge Pizarro y luego por Carolina Goic.
En abril de 2017 anunció su decisión de no someterse al proceso de reinscripción en la Democracia Cristiana establecido por la Ley N.° 20.900, suspendiendo su militancia hasta 2018 cuando decidió reficharse en su Partido de toda la vida.

## Actividad académica
Fue Profesor del Instituto de Asuntos Públicos de la Universidad de Chile, dictaba el Seminario "El Control como relación entre el Parlamento y el Ejecutivo".

## Historia electoral

### Elecciones parlamentarias de 1973
- Elecciones parlamentarias de 1973 para la 7ª Agrupación Departamental, Santiago.[5]

| Candidato                                 | Partido                    | Votos   | %      | Resultado |
| ----------------------------------------- | -------------------------- | ------- | ------ | --------- |
| A. Confederación de la Democracia         |                            |         |        |           |
| Wilna Saavedra Cortés                     | PDC                        | 19 362  | 5,00%  | Diputada  |
| Bernardo Leighton Guzmán                  | PDC                        | 35 158  | 9,08%  | Diputado  |
| Luis Pareto González                      | PDC                        | 19 592  | 5,06%  | Diputado  |
| Fernando Sanhueza Herbage                 | PDC                        | 11 188  | 2,89%  | Diputado  |
| Claudio Orrego Vicuña                     | PDC                        | 18 870  | 4,87%  | Diputado  |
| Luis Ricardo Hormazábal Sánchez           | PDC                        | 9734    | 2,51%  | Diputado  |
| Santiago Pereira Becerra                  | PDC                        | 6896    | 1,78%  |           |
| Manuel Fernández Díaz                     | PDC                        | 6244    | 1,61%  |           |
| Rafael Señoret Lapsley                    | DR                         | 5170    | 1,33%  |           |
| Rafael Otero Echeverría                   | DR                         | 18 382  | 4,75%  | Diputado  |
| Jorge Hazbún Díaz                         | PADENA                     | 959     | 0,25%  |           |
| Arturo Venegas Gutiérrez                  | PIR                        | 3827    | 1,00%  |           |
| Engelberto Frías Morán                    | PN                         | 6486    | 1,67%  |           |
| Hermógenes Pérez de Arce Ibieta           | PN                         | 33 449  | 8,64%  | Diputado  |
| Gustavo Monckeberg Barros                 | PN                         | 10 555  | 2,73%  | Diputado  |
| Juan Luis Ossa Bulnes                     | PN                         | 9534    | 2,46%  | Diputado  |
| Mario Arnello Romo                        | PN                         | 7687    | 1,98%  | Diputado  |
| Silvia Pinto Torres                       | PN                         | 19 116  | 4,94%  | Diputada  |
| Votos de Lista                            | CODE                       | 5296    | 1,37%  |           |
| B. Unidad Popular                         |                            |         |        |           |
| Luis Maira Aguirre                        | IC                         | 14 092  | 3,64%  | Diputado  |
| Carmen Lazo Carrera                       | PS                         | 28 179  | 7,28%  | Diputada  |
| Gladys Marín Millie                       | PCCh                       | 28 144  | 7,27%  | Diputada  |
| Ignacio Lagno Castillo                    | PR                         | 9839    | 2,54%  |           |
| José Antonio Viera-Gallo Quesney          | MAPU                       | 4145    | 1,07%  |           |
| Fidelma Allende Miranda                   | PS                         | 13 744  | 3,55%  | Diputada  |
| Pedro Aravena Navarrete                   | PCCh                       | 10 552  | 2,72%  |           |
| Víctor Barberis Yori                      | PS                         | 10 803  | 2,79%  | Diputado  |
| Mario Candia Henríquez                    | API                        | 600     | 0,15%  |           |
| Alejandro Rojas Wainer                    | PCCh                       | 14 526  | 3,75%  | Diputado  |
| Votos de Lista                            | UP                         | 4502    | 1,16%  |           |
| C. Unión Socialista Popular               |                            |         |        |           |
| Óscar Núñez Bravo                         | USOPO                      | 539     | 0,14%  |           |
| Votos válidamente emitidos                | Votos válidamente emitidos | 387 170 | 98,76% |           |
| Votos nulos                               | Votos nulos                | 2453    | 0,62%  |           |
| Votos en blanco                           | Votos en blanco            | 2410    | 0,62%  |           |
| Total de votos emitidos                   | Total de votos emitidos    | 392 033 | 100,0% |           |
| Fuente: Dirección del Registro Electoral. |                            |         |        |           |

### Elecciones parlamentarias de 1989
- Elecciones parlamentarias de 1989 a Senador por la circunscripción nº4 (Región de Coquimbo) [6]

| Candidato                    | Pacto                     | Partido | Votos  | %     | Resultado |
| ---------------------------- | ------------------------- | ------- | ------ | ----- | --------- |
| Ricardo Hormazábal Sánchez   | Concertación Democrática  | PDC     | 88 360 | 36,85 | Senador   |
| Jorge Insunza Becker         | Unidad para la Democracia | PAIS    | 49 241 | 20,54 |           |
| Herman Chadwick Piñera       | Democracia y Progreso     | UDI     | 39 386 | 16,43 |           |
| Alberto Cooper Valencia      | Democracia y Progreso     | Ind. RN | 46 490 | 19,39 | Senador   |
| Julio Durán Neumann          | Alianza de Centro         | DR      | 13 495 | 5,63  |           |
| Juan Eliseo González Herrera | Unidad para la Democracia | PAIS    | 2798   | 1,77  |           |

### Elecciones parlamentarias de 2005
- Elecciones parlamentarias de 2005 a Diputado por el distrito 22 (Santiago) [7]

| Candidato                  | Pacto                    | Partido | Votos  | %     | Resultado |
| -------------------------- | ------------------------ | ------- | ------ | ----- | --------- |
| Carolina Tohá Morales      | Concertación Democrática | PPD     | 45 769 | 39,79 | Diputada  |
| Alberto Cardemil Herrera   | Alianza                  | ILD     | 32 827 | 28,54 | Diputado  |
| Carmen Ibáñez Soto         | Alianza                  | RN      | 16 711 | 14,53 |           |
| Ricardo Hormazábal Sánchez | Concertación Democrática | PDC     | 9268   | 8,06  |           |
| Claudia Pascual Grau       | Juntos Podemos Más       | PC      | 7478   | 6,50  |           |
| Claudia Manríquez Spicto   | Juntos Podemos Más       | PH      | 2959   | 2,57  |           |

### Elecciones parlamentarias de 2009
- Elecciones parlamentarias de 2009 a Diputado por el distrito 2 (Alto Hospicio, Camiña, Colchane, Huara, Iquique, Pica y Pozo Almonte)[8]

| Candidato                  | Pacto                                            | Partido | Votos  | %     | Resultado |
| -------------------------- | ------------------------------------------------ | ------- | ------ | ----- | --------- |
| Marta Isasi Barbieri       | Coalición por el Cambio                          | ILB     | 28 884 | 31,02 | Diputada  |
| Hugo Gutiérrez Gálvez      | Concertación y Juntos Podemos por más Democracia | PC      | 28 217 | 30,31 | Diputado  |
| Néstor Jofré Núñez         | Coalición por el Cambio                          | RN      | 11 537 | 12,39 |           |
| Fernando Manterola Salas   | Chile Limpio. Vote Feliz                         | PRI     | 7032   | 7,55  |           |
| Gladys Asunción Pérez Díaz | Chile Limpio. Vote Feliz                         | PRI     | 6607   | 7,10  |           |
| Ricardo Hormazábal Sánchez | Concertación y Juntos Podemos por más Democracia | PDC     | 3896   | 4,18  |           |
| Patricio Ferreira Rivera   | Nueva Mayoría para Chile                         | ILC     | 3741   | 4,02  |           |
| Julio Volenski Burgos      | Nueva Mayoría para Chile                         | ILC     | 3191   | 3,43  |           |